# Abdelhamid Benrabah
Abdelhamid Benrabah (en arabe : عبد الحميد بن رباح) est un footballeur algérien né le 4 juillet 1970 à Constantine et mort le 28 juin 2020. Il évoluait au poste de milieu de terrain.

## Biographie
Il évolue en première division algérienne avec les clubs du MO Constantine et du CA Batna avec un bref passage au CS Constantine.
Il est décédé le 28 juin 2020 et enterré au cimetière Zouaghi de Constantine.

## Palmarès
MO Constantine
- Championnat d'Algérie :
  - Vice-champion : 1999-00.

- Championnat d'Algérie D2 (1) :
  - Champion : 1995-96.